# Now and Then (песен на Бийтълс)
„Now and Then" е песен на английската рок група Бийтълс. Наричана „последната песен на Бийтълс“, песента излиза като сингъл на 2 ноември 2023 г., заедно с нов стерео ремикс на първия сингъл на групата, „Love Me Do“ (1962). И двете песни ще бъдат включени в разширените преиздания на компилациите от 1973 г., съответно 1962–1966 и 1967–1970, които ще излязат на 10 ноември 2023 г.
„Now and Then“ е психеделична софт рок балада, която Джон Ленън пише и записва през 1977 г. като петминутно домашно демо със солово изпълнение на пиано, но оставя незавършена. След убийството на Ленън през 1980 г., песента е обмисляна като трети сингъл на Бийтълс за техния ретроспективен проект The Beatles Anthology, от 1995 – 1996 г., след „Free as a Bird" и „Real Love", и двете базирани на демо записите на Ленън. Вместо това, песента остава в архивите като проект, отлаган близо три десетилетия, докато не бива завършена от все още живите членове на групата Пол Маккартни и Ринго Стар, включвайки презаписвания и китарни песни на Джордж Харисън (починал през 2001 г.).
Окончателната версия включва допълнителни текстове на Маккартни, комбинирани с гласа на Ленън, извлечен от демото с помощта на ИИ-базирана технология за звуково възстановяване, поръчана от Питър Джаксън за неговия документален филм за групата от 2021 г. The Beatles: Get Back. Джаксън също така режисира и видеоклипът на „Now and Then". Песента получава одобрението на критиците, които смятат, че е достоен финал за Бийтълс.

## Композиция
Ленън пише „Now and Then" в края на 70-те години и записва демото през 1977 г. на магнетофон в дома си в Ню Йорк. Текстът на песента се счита за типичен за втората половина на кариерата на Ленън, през която той пише предимно „извинително-любовни" песни. В по-голямата си част стиховете са почти завършени, макар че при записа на демото все още има няколко реда, които Ленън не е довел до финален вид.

### Първа версия с Джордж Харисън
През януари 1994 г., годината, в която Джон Ленън е посмъртно приет в Залата на славата на рокендрола, неговата вдовица, Йоко Оно, дава на Пол Маккартни две аудиокасети, за които преди това е споменала на Джордж Харисън. На касетите има незавършени и неиздавани до този момент домашни записи на Джон. На едната от касетите са в крайна сметка завършените и издадени впоследствие записи на „Free as a Bird“ и „Real Love“. На другата касета са „Grow Old with Me“ и „Now and Then“. "Grow Old with Me" е издадена през 1984 г. в албума Milk and Honey и през март 1995 г. тримата живи бийтълси насочват вниманието си към „Now and Then“. Само два дни записи, обаче, групата преустановява работа по песента.
Тогава, продуцентът Джеф Лин съобщава, че работата по „Now and Then“ се е изчерпала с „един ден – реално един следобед – човъркане. Песента си имаше припев, но почти напълно липсваха куплети. Направихме груб опит за бекинг трак, който не завършихме". Допълнителен фактор, който допринася за преустановяването на работата върху песента, е качеството на записа, и по-специално, наличието на технически дефекти в него. Както е и случаят с „Real Love", на оригиналния запис на „Now and Then" се чува 60-херцов брум, който, обаче, е значително по-осезаем и по-труден за премахване, от този, който чуваме на „Real Love".
До голяма степен, работата по проекта е замразена и предвид неприязънта на Харисън към песента поради нискокачествения ѝ запис. По-късно Маккартни споделя, че Харисън е нарекъл демо записа на Ленън „шибан боклук“. През 1997 г., Маккартни казва за записът на „Now and Then" пред списание Q, че: „Джордж не го хареса. В Бийтълс сме демокрация, и съответно не го направихме“. Някои, например Бен Линдберг от The Ringer, по-късно спекулират, че предвид това, че Харисън е казва за песента, че „освен качеството ѝ, което е по-лошо от това на другите две [„Free As a Bird“ и „Real Love“], „Now and Then" не беше нещо особено", той може да е критикувал не само качеството на записа, но и песента като цяло. Когато през 2023 г., Бийтълс пускат своя версия на песента, вдовицата на Джордж Харисън – Оливия Харисън, споделя пред пресата, че „навремето Джордж смяташе, че техническите проблеми с демото са непреодолими и не е възможно песента да се доведе до необходимия стандарт. Ако той беше тук днес, Дани и аз сме сигурни, че с радост щеше да се присъедини към Пол и Ринго в завършването на записа на „Now and Then".“

### Период на неопределеност (1996 – 2022)
През 2005 и 2006 г. съобщенията в пресата започват да спекулират, че Маккартни и Стар планират да издадат пълна версия на песента в бъдеще. През 2007 г. се появяват слухове, че Маккартни се надява да завърши песента като „композиция на Ленън-Маккартни“, като добави и свой текст, барабани, записани от Ринго Стар, и използвайки архивни записи на китара от Харисън, който умира през 2001 г.
По време на документален филм на Lynne, показан по BBC Four през 2012 г., Маккартни казва по повод песента: „Имаше още една, по която започнахме да работим, но Джордж се отказа от нея... тази все още се върти в пространството, така че ще отбия при Джеф ще го направим. Ще я завършим някой ден. По-късно, през октомври 2021 г., Маккартни казва, че все още се надява да завърши парчето.
Преди излизането на сингъла през 2023 г. единственият наличен запис на песента е от оригиналното демо на Ленън. През февруари 2009 г. същата версия на записа на Ленън е издадена контрабандно, от източник, който е различен до момента, където липсва брумът, който до този момент възпрепятства записа на песента.

### Аудио възстановяване и окончателна версия
На 13 юни 2023 г. Маккартни казва пред Today Programme на BBC Radio 4, че „току-що е приключил“ работата по извличането на гласа на Ленън от старо демо на последния, за да завърши песента, използвайки (по думите му) изкуствен интелект. Наричайки проекта „последният запис на Бийтълс“, той не назова песента; BBC News обаче съобщава, че е вероятно песента, за която става въпрос, да е „Now and Then" и че ще бъде пусната по-късно през 2023 г. Относно използването на ИИ за извличане на звука, Маккартни пояснява допълнително през юни 2023 г., че „нищо не е създадено изкуствено или синтетично. Всичко е истинско и всички ние свирим на записа. Изчистихме някои съществуващи записи – процес, който продължава от години."
Малко след това е потвърдено, че продуцентската компания на Питър Джаксън, WingNut Films, изолира инструменти, вокали и индивидуални разговори, използвайки ИИ-базирана технология за възстановяване на звука. Става въпрос за невронната мрежа, наречена MAL (machine-assisted learning). Невронната мрежа е кръстена на роуд мениджъра на Бийтълс Мал Еванс, и е игра на думи с HAL 9000 от 2001 г.: Космическа одисея. WingNut Films използва MAL за първи път по време на работата върху документалния филм от 2021 г. „The Beatles: Get Back" и по-късно за микса на Revolver от 2022 г., базиран директно на записи на групата. WingNut прилага използва същата техника за възстановяване на звука и в случая с домашния запис на „Now and Then", направен от Джон Ленън, като успява да запази яснотата на вокалното му изпълнение и да го отдели от записа на пианото. Студиото работи върху дигитално копие на оригиналния запис, предоставено от Шон Ленън, което е с по-добро качество от записът, използван от тримата живи през 1995 г. бийтълси.
Аудио възстановката е последвана от струнна част, написана от Мартин, Маккартни и Бен Фостър, записана в Capitol Studios. Парчето временно носи името „Give & Take“, за да се избегне изтичането му от музикантите. Накрая Маккартни и Мартин добавят части от оригиналните вокални записи на „Here, There and Everywhere", „Eleanor Rigby" и „Because" в новата песен, следвайки парадигмата, използвана в ремикс албума Love от 2006 г. Завършената песен е продуцирана от McCartney и Martin, докато Jeff Lynne е кредитиран за „допълнителна продукция" и миксиран от Спайк Стент. Междувременно стерео и Dolby Atmos миксовете, заедно с винил мастеринга, са завършени в Abbey Road Studios.

## Промотиране
На 25 октомври 2023 г. на официалния уебсайт на Бийтълс и в официалните акаунти на групата в социалните медии е публикувано изображение на оранжево-бяла навиваща се касета. В долния ляв ъгъл на касетата пишеше „Тип I (нормална) позиция “, а в секцията за авторски права гласеше „Йоко Оно Ленън, MPL Communications Ltd, GH Estate Ltd и Startling Music Ltd.“ На следващия ден песента е официално обявена като сингъл с двойна А страна с дата на издаване 2 ноември 2023 г., заедно с новия стерео ремикс на „Love Me Do“ – и двете песни ще бъдат включени в разширените преиздания на компилациите от 1973 г. 1962–1966 и 1967–1970.
12-минутен документален филм, Сега и тогава – Последната песен на Бийтълс, написан и режисиран от Оливър Мъри, дебютира на 1 ноември 2023 г. в канала на Бийтълс в YouTube и в Disney+. Краткият филм разказва историята зад песента, включително коментари на Маккартни, Стар и Харисън, както и на Шон Ленън и Джаксън. Филмът също възпроизвежда откъси от отделни вокални песни на Джон Ленън, както и откъси от последната песен.
За да отпразнуват издаването на „Now and Then", на свързани с Бийтълс места в Ливърпул, включително Strawberry Field, пътния знак за Penny Lane, мястото пред дома на Ленън от детството му, и The Cavern Club, се появяват анимирани видеомапинги на касетата от уебсайта на Бийтълс.

## Музикален клип
Музикалният видеоклип към „Now and Then“, режисиран от Джаксън, е пуснат на 3 ноември 2023 г. Той включва невиждани досега кадри на Бийтълс, включително откъси, предоставени от Пийт Бест, сцени, заснети по време на записите на Anthology от 1995 г., невиждани кадри от домашен филм на Харисън, както и нови кадри на Маккартни и Стар. Освен това са добавени Wētā FX визуални ефекти.

## Състав

### Бийтълс
- Джон Ленън – главни и беквокали
- Пол Маккартни – водещи и беквокали, бас, слайд китара,[11] пиано, електрически клавесин, шейкър
- Джордж Харисън – беквокали, акустична китара, електрическа китара
- Ринго Стар – беквокали, барабани, дайре, шейкър

### Допълнителни музиканти
- Нийл Хамънд, Ейдриан Поуп, Чарли Бишарат, Ендрю Бълбрук, Сонга Лий, Серина Маккини – цигулка
- Ейврън Харисън, Каролайн Бъкман, Дрю Форде, Линея Пауъл – виола
- Миа Барсия-Коломбо, Джована Клейтън, Хилъри Смит – виолончело
- Майк Валерио – контрабас
- Джеръм Лирой – диригент[27]

### Продуциране
- Пол Маккартни, Джайлс Мартин, Бен Фостър – струнен аранжимент
- Mark "Spike" Stent – стерео микс
- Giles Martin, Sam Okell - Atmos миксиране
- Майлс Шоуел – винил мастеринг
- Оли Морган – Atmos мастъринг
- Брус Шугър, Стив Генуик, Грег Макалистър, Джеф Емерик, Кийт Смит, Марк „Спайк“ Стент, Стив Орчард, Джон Джейкъбс – инженерство[2]